# مايكل تومبسيت
مايكل فرانسيس تومبسيت (بالإنجليزية: Michael Francis Tompsett)‏ (و. 1939 –  م) هو فيزيائي

## جوائز
حصل على جوائز منها:
- وسام إديسون (2012)
- قلادة العلوم الوطنية الأمريكية في مجال التكنولوجيا والإبتكار (2010).